# Виймсиский музей под открытым небом

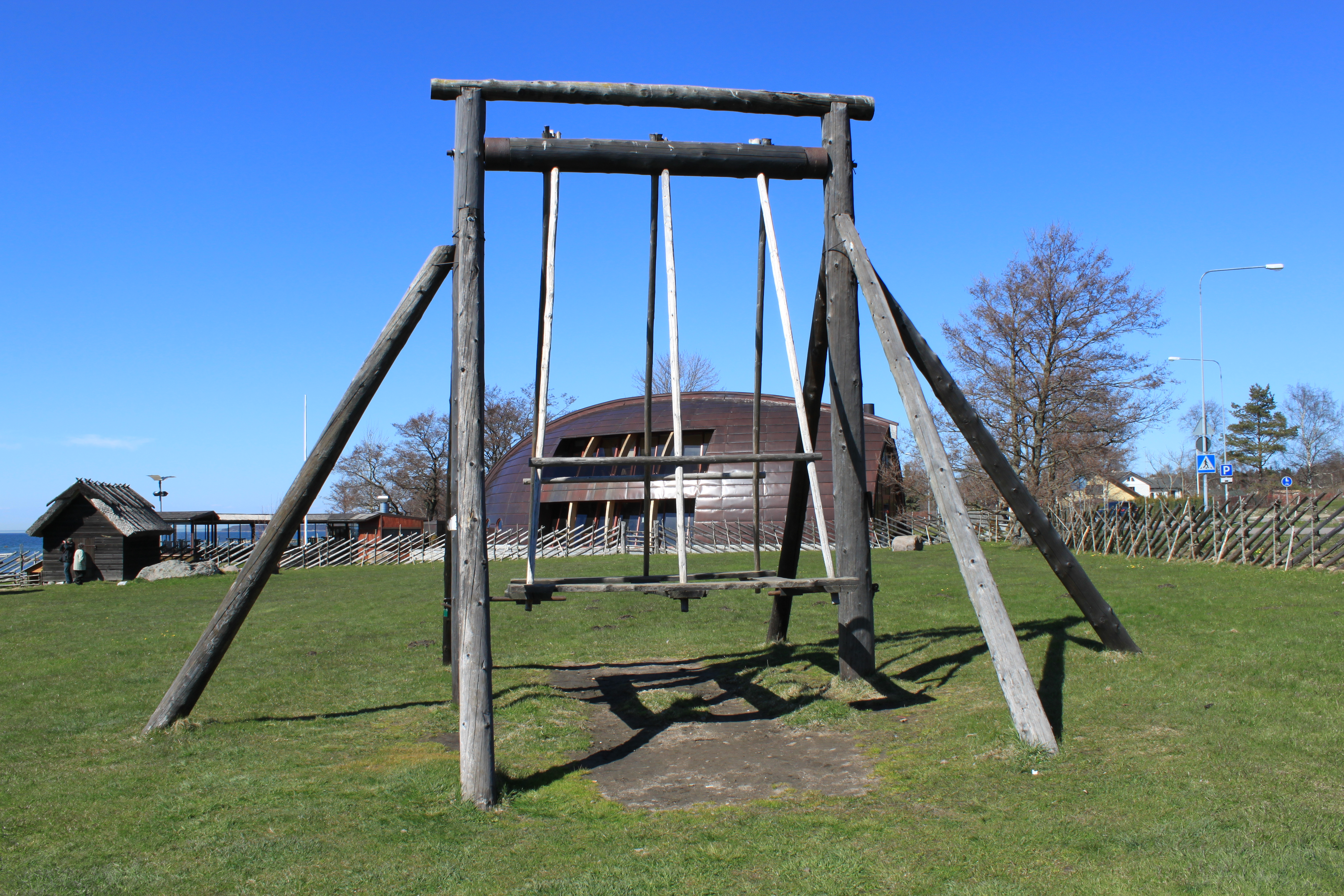
Деревенские качели

Ви́ймсиский музей под открытым небом (эст. Viimsi Vabaõhumuuseum) — музей в деревне Принги волости Виймси уезда Харьюмаа, Эстония.

## История музея
Музей является филиалом Целевого учреждения «Rannarahva Muuseum» («Музей прибрежного народа») и его составляют построенные в 1820-х годах здания прибрежного хутора Кингу (Kingu): жилой дом, рига, хлев и другие хуторские строения.
Предшественником Целевого учреждения «Rannarahva Muuseum» был музей Опорно-показательного рыболовецкого колхоза имени С. М. Кирова, основанный 15 декабря 1971 года. 12 августа 1980 года в деревне Принги было торжественно открыто отделение музея под открытым небом.
Много лет музей проводит самые разнообразные культурные мероприятия.
С июня 2009 года по субботам на территории музея работает фермерский рынок
.